# Ère Kagen

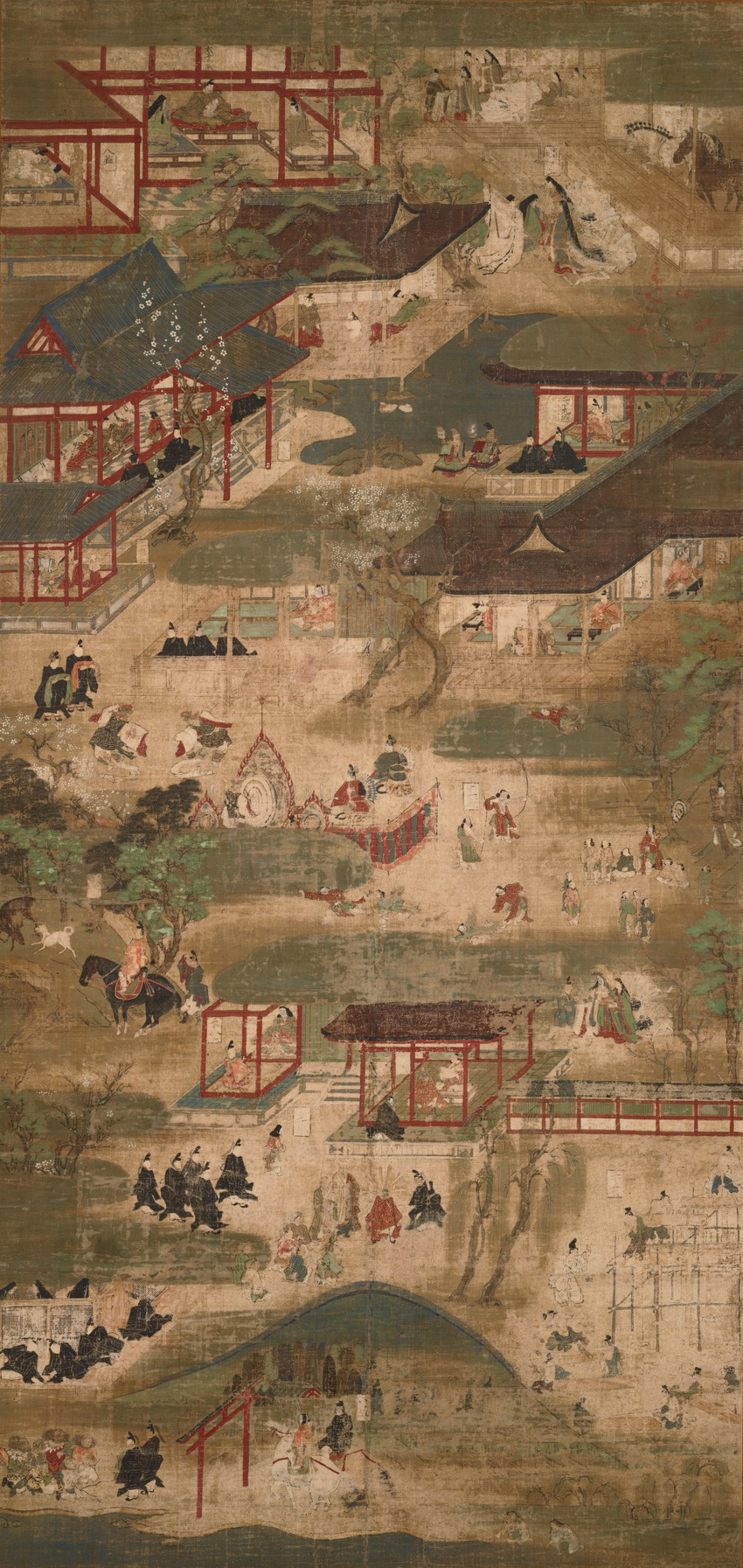
Morceau de la peinture "Biographie Illustrée du Prince Shotoku Taishi e-den" de Hata no Chitei (1305), Musée national de Tokyo, Japon

L'ère Kagen (嘉元) est une des ères du Japon (年号, nengō, lit. « nom de l'année ») après l'ère Kengen et avant l'ère Tokuji. cette ère couvre la période allant du mois d'août 1303 au mois de décembre 1306. L'empereur régnant est Go-Nijō-tennō (後二条天皇).

## Changement d'ère
- 1303 Kagen gannen (嘉元元年?) : Le nom de la nouvelle ère est créé pour marquer un événement ou une série d'événements. L'ère précédente se termine là où commence la nouvelle, en Kengen 2.

## Événements de l'ère Kagen
- 17 - 27 juillet 1303 (Kagen 1, 13e - 23e jours du 6e mois) : Une comète blanche est observée à l’azimut au nord-est tous les matins à l'aube pendant dix jours[3].
- 1305 (Kagen 3) : Mort de l'ancien empereur Kameyama[4].

| Kagen     | 1re  | 2e   | 3e   | 4e   |
| Grégorien | 1303 | 1304 | 1305 | 1306 |